# Raoul Casadei
Raoul Casadei (Gatteo, 15 agosto 1937 – Cesena, 13 marzo 2021) è stato un musicista e compositore italiano, famoso per il contributo alla diffusione del ballo liscio.

## Biografia
Nato nel 1937, Raoul Casadei visse con la famiglia a Sant'Angelo di Gatteo. Nel 1945 la sua casa fu bombardata e si trasferì a Gatteo a Mare. Cominciò ad appassionarsi di musica all'età di sedici anni, quando lo zio Secondo, direttore della più famosa orchestra di liscio romagnolo (fondata da lui nel 1928), gli regalò una chitarra. Si diplomò all'istituto magistrale e per diciassette anni fu maestro elementare. Insegnò a Bellaria, a Mondaino, un anno a Misano Adriatico. Poi trascorse tre anni in Puglia, dove conobbe la sua futura moglie, Pina Sirgiovanni, anch'ella maestra elementare (originaria della Calabria). Dopo avere superato le resistenze della famiglia di lei, si sposarono. Le nozze furono celebrate a Napoli.

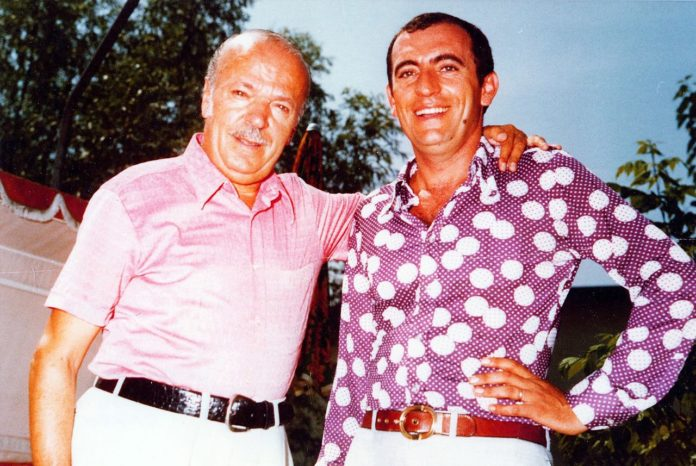
Raoul Casadei in compagnia dello zio Secondo Casadei, fondatore dell'omonima orchestra nel 1928

Nel 1959 iniziò a partecipare agli spettacoli dell'orchestra fondata nel 1928 dallo zio Secondo Casadei. Tra i primi brani da lui composti figurano San Marino goodbye e Riviera romagnola. Dagli anni sessanta si unì all'Orchestra Casadei suonando nei fine settimana. Nel 1967 affiancò il proprio nome a quello dello zio; la formazione fu rinominata Orchestra Secondo e Raoul Casadei.
Nel 1971, dopo la morte dello zio Secondo, Raoul lasciò l'insegnamento (anche se gli mancavano pochi mesi a maturare la pensione) e prese in mano la conduzione dell'orchestra. La sua prerogativa era quella di continuare a portare avanti il liscio, attraverso i valori della propria terra: la famiglia, l'amore e l'amicizia. Fu un periodo molto fortunato: negli anni settanta, avvenne infatti il cosiddetto "boom del liscio". Si formarono migliaia di orchestre e si riempirono le sale da ballo. Continuò a gestire l'orchestra, come già faceva lo zio Secondo Casadei, secondo il modello della cooperativa per far sentire i musicisti tutti allo stesso livello. Nel 1973 Raoul scrisse uno dei suoi più grandi successi, Ciao mare. Negli anni seguenti incise con l'orchestra altri successi: Simpatia, La mazurka di periferia, Romagna e Sangiovese, Tavola grande, Tradizioni, Romagna Capitale, La musica solare. L'orchestra Casadei era sulla cresta dell'onda. Nel giro di tre anni partecipò alle più importanti manifestazioni canore italiane: Festivalbar (1973, seconda partecipazione), Festival di Sanremo (1974) e Un disco per l'Estate (1975). Raoul fu anche interprete di spot pubblicitari per Barilla e Biancosarti, film e fotoromanzi; compose inoltre le musiche di sigle televisive fra cui ...E viene sabato, e poi domenica per la trasmissione Domenica In del 1977, Rimini Rimini Rimini per l'edizione del 1991 della trasmissione Stasera mi butto, e Figli miei, vita mia, sigla italiana della telenovela brasiliana omonima. Il nome "Casadei" è stato spesso citato in canzoni di diversi artisti pop.
Nel 1980 si ritirò dal palcoscenico e continuò a gestire l'orchestra da dietro le quinte. Nel 1981 inaugurò la Motonave Ciao Mare "La Nave del Sole", una balera galleggiante che, da quell'anno fino al 1996, trasportò i turisti lungo la riviera romagnola sulle note del liscio. Quando la nave era al largo si pescava il pesce, lo si cuoceva nella friggitrice industriale installata a bordo e poi lo si offriva agli ospiti: fu una delle idee innovative di Raoul che resero speciale il viaggio sulla "Nave del Sole". Nel 1997 venne venduta e fu chiesto alla già nota Motonave Tritone (tuttora in partenza dal porto di Cesenatico) di esporre sullo scafo il logo "La Nave del Sole" per mantenere viva la simbolica tradizione Romagnola.
Nel novembre 2001 passò ufficialmente le redini dell'orchestra al figlio Mirko. Mirko Casadei «rivoluziona di nuovo tutta l'orchestra e la ribattezza beach band portandola ancora più vicino alle nuove generazioni, proponendo i grandi successi Casadei rivisitati» Il rinnovo dell'orchestra comprendeva sia il cambio di musicisti, sia nuovi arrangiamenti per il repertorio. Nel 2006 Raoul fu uno dei concorrenti alla quarta edizione del reality show televisivo L'isola dei famosi, dove venne eliminato nel corso della terza puntata con il 54% dei voti.
Nel 2013, insieme a Paolo Gambi, scrisse il libro Bastava un grillo per farci sognare, edizioni Piemme. Grande appassionato di caccia, nel 2016 fu protagonista della serie TV A caccia con Raoul in onda sull'emittente Caccia TV.
Casadei è morto il 13 marzo 2021 all'età di 83 anni all'Ospedale Bufalini di Cesena, dopo essere stato ricoverato il 2 marzo a causa del COVID-19.

### Vita privata
Si sposò con Maria Giuseppina ("Pina") Sirgiovanni il 27 gennaio 1963, che gli diede i tre figli Carolina (ristoratrice), Mirna (libera professionista in campo immobiliare) e Mirko.

## Filmografia
- La nottata, regia di Tonino Cervi (1974)
- Vai col liscio, regia di Giancarlo Nicotra (1976)
- Rimini Rimini, regia di Sergio Corbucci (1987)
- Ogni volta che te ne vai, regia di Davide Cocchi (2004)